# Osiejówka (przystanek kolejowy)
Osiejówka (biał. Асееўка, ros. Асеевка, Осеевка) – przystanek kolejowy w miejscowości Osiejówka, w rejonie mińskim, w obwodzie mińskim, na Białorusi. Leży na linii Homel - Mińsk.